# Herb gminy Kołbaskowo
Herb gminy Kołbaskowo – jeden z symboli gminy Kołbaskowo, ustanowiony 19 maja 2000.

## Wygląd i symbolika
Herb przedstawia na tarczy dwudzielnej w słup przedstawia w polu prawym srebrnym czerwonego wspiętego gryfa pomorskiego ze złotym dziobem i pazurami, a w polu lewym, błękitnym, srebrny równoramienny Krzyż. Czerwony gryf ze złotym dziobem i pazurami był godłem dynastii Gryfitów panujących na terenach Pomorza zachodniego, a srebrny krzyż nawiązuje do własności znaczącego obszaru ziem dzisiejszej gminy przez klasztor cysterek w czasie średniowiecza. 